# Better Days (Bruce Springsteen)
Better Days è il primo singolo estratto da Lucky Town, il decimo album in studio del cantautore statunitense Bruce Springsteen. È stato inizialmente pubblicato negli Stati Uniti nel marzo del 1992, come doppio lato A insieme a Human Touch, raggiungendo la posizione numero 16 della Billboard Hot 100 e il secondo posto della Mainstream Rock Songs. Successivamente è stato distribuito anche nel resto del mondo come singolo autonomo nel maggio dello stesso anno. Ha ottenuto il suo maggior successo in Italia, dove è arrivato al secondo posto in classifica.
La canzone è l'esempio lampante del maggiore ottimismo che contraddistingue Lucky Town rispetto al più introspettivo Human Touch, l'album di Springsteen pubblicato in contemporanea quello stesso anno.

## Tracce
7" Single Columbia 657890-7
1. Better Days – 4:08
2. Tougher Than the Rest (Live from L.A. Sports Arena April 27, 1988) – 6:30

CD-Single Columbia 657890-2
1. Better Days – 4:08
2. Tougher Than the Rest (Live) – 6:30
3. Part Man, Part Monkey – 4:29

## Classifiche
| Classifica (1992)             | Posizione massima |
| ----------------------------- | ----------------- |
| Australia                     | 75                |
| Belgio (Fiandre)              | 28                |
| Irlanda                       | 25                |
| Italia                        | 2                 |
| Paesi Bassi                   | 29                |
| Regno Unito                   | 34                |
| Stati Uniti                   | 16                |
| Stati Uniti (mainstream rock) | 2                 |
| Svezia                        | 23                |
| Svizzera                      | 39                |